# Bastion Brandenburgia
Bastion Brandenburgia (niem. Bastion Brandenburg) – jeden z sześciu bastionów twierdzy Kostrzyn, usytuowany w jej południowo-zachodniej części, pomiędzy bastionami Filip i Król.

## Historia
Bastion Brandenburgia został zbudowany w latach 1672–1676 pod nadzorem holendra Corneliusa Ryekwarta. W lipcu 1736 na skutek powodzi bastion został poważnie uszkodzony, odbudowany od podstaw na rozkaz króla Fryderyka Wilhelma. W 1817 przebudowany.
W latach 1898–1902 kurtyny pomiędzy bastionami Król i Brandenburgia zostały rozebrane. W 1911 pod naciskiem miejscowych władz wojsko zrzekło się umocnień twierdzy, którą rozpoczęto rozbierać od 1921. W wyniku tego w latach 1928–1929 przebudowano bastion Brandenburgia na promenadę, i taką funkcję pełni obecnie.
Czoło bastionu Brandenburgia oraz kurtyna znajdująca się między nim a bastionem Filip znacznie ucierpiały na skutek powodzi w lecie 1997. Ze ścian odpadły znaczne ilości cegieł elewacyjnych. Została podmyta również podstawa murów.

## Opis
Bastion jest założony na planie pięcioboku, z szyją od strony południowo-zachodniej. Dłuższe boki są ustawione względem siebie trójkątnie tworząc rozwartokątne, nieznacznie wysunięte czoło bastionu. Wejście na platformę bastionu od strony południowo-wschodniej, ścieżką wzdłuż kurtyny południowo-wschodniej oraz od strony północno-zachodniej ścieżką od strony Zamku (obecnie w ruinie).
Na odcinku bastionu występuje kamienny cokół.